# Élections législatives luxembourgeoises de 2009
Les élections législatives de 2009 (en luxembourgeois : Chamberwale vum 7. Juni 2009 et en allemand : Kammerwahl vom 7. Juni 2009) ont eu lieu le 7 juin 2009 afin de désigner les soixante députés de la législature 2009-2013 de la Chambre des députés du Luxembourg.

## Organisation

### Mode de scrutin
| Circonscriptions    | Députés | Carte                                   |
| ------------------- | ------- | --------------------------------------- |
| Sud                 | 23      | \| Sud Est Centre Nord \|               |
| Est                 | 7       | \| Sud Est Centre Nord \|               |
| Centre              | 21      | \| Sud Est Centre Nord \|               |
| Nord                | 9       | \| Sud Est Centre Nord \|               |
|                     |         |                                         |
| Total               | 60      | Carte des circonscriptions électorales. |
| Sud Est Centre Nord |         |                                         |

Le Luxembourg est doté d'un parlement monocameral, la Chambre des députés dont les 60 membres sont élus au scrutin proportionnel plurinominal de liste avec possibilité d'un panachage et d'un vote préférentiel. La répartition des sièges est faite selon la méthode Hagenbach-Bishoff dans quatre circonscriptions plurinominales — Sud, Centre, Nord et Est — dotées respectivement de 23, 21, 9 et 7 députés. Il n'est pas fait recours à un seuil électoral.

## Résultats

### Résultats nationaux
|                        |                                                                  |           |       |      |        |               |  |  |  |  |  |  |  |  |
| Partis                 | Partis                                                           | Voix      | %     | +/-  | Sièges | +/-           |  |  |  |  |  |  |  |  |
|                        | Parti populaire chrétien-social (CSV)                            | 1 129 156 | 37,34 | 1,53 | 26     | 2             |  |  |  |  |  |  |  |  |
|                        | Parti ouvrier socialiste luxembourgeois (LSAP)                   | 695 353   | 22,99 | 2,44 | 13     | 1             |  |  |  |  |  |  |  |  |
|                        | Parti démocratique (DP)                                          | 432 847   | 14,31 | 0,63 | 9      | 1             |  |  |  |  |  |  |  |  |
|                        | Les Verts (Gréng)                                                | 347 515   | 11,49 | 0,06 | 7      | en stagnation |  |  |  |  |  |  |  |  |
|                        | Comité d'action pour la démocratie et des retraites justes (ADR) | 232 759   | 7,70  | 1,34 | 4      | 1             |  |  |  |  |  |  |  |  |
|                        | La Gauche (Lénk)                                                 | 109 080   | 3,61  | 1,60 | 1      | 1             |  |  |  |  |  |  |  |  |
|                        | Parti communiste luxembourgeois (KPL)                            | 49 133    | 1,63  | 0,48 | 0      | en stagnation |  |  |  |  |  |  |  |  |
|                        | Liste des citoyens (Biergerlëscht)                               | 28 567    | 0,95  | 0,95 | 0      | Nv.           |  |  |  |  |  |  |  |  |
| Total des voix         | Total des voix                                                   | 3 024 410 | 100   |      |        |               |  |  |  |  |  |  |  |  |
|                        |                                                                  |           |       |      |        |               |  |  |  |  |  |  |  |  |
| Votes valides          | Votes valides                                                    | 190 213   | 93,46 |      |        |               |  |  |  |  |  |  |  |  |
| Votes blancs et nuls   | Votes blancs et nuls                                             | 13 322    | 6,55  |      |        |               |  |  |  |  |  |  |  |  |
| Total                  | Total                                                            | 203 535   | 100   | -    | 60     | en stagnation |  |  |  |  |  |  |  |  |
| Abstentions            | Abstentions                                                      | 20 341    | 9,09  |      |        |               |  |  |  |  |  |  |  |  |
| Inscrits/Participation | Inscrits/Participation                                           | 223 876   | 90,91 |      |        |               |  |  |  |  |  |  |  |  |

### Résultats par circonscription
| Circonscriptions         | Circonscriptions         | Sud       | Sud       | Sud    | Sud           | Est     | Est     | Est    | Est           | Centre    | Centre    | Centre | Centre        | Nord    | Nord    | Nord   | Nord          |
| ------------------------ | ------------------------ | --------- | --------- | ------ | ------------- | ------- | ------- | ------ | ------------- | --------- | --------- | ------ | ------------- | ------- | ------- | ------ | ------------- |
|                          |                          |           |           |        |               |         |         |        |               |           |           |        |               |         |         |        |               |
| Sièges                   | Sièges                   | 23        | 23        | 23     | en stagnation | 7       | 7       | 7      | en stagnation | 21        | 21        | 21     | en stagnation | 9       | 9       | 9      | en stagnation |
|                          |                          |           |           |        |               |         |         |        |               |           |           |        |               |         |         |        |               |
|                          |                          | Nombre    | Nombre    | %      | %             | Nombre  | Nombre  | %      | %             | Nombre    | Nombre    | %      | %             | Nombre  | Nombre  | %      | %             |
| Total des voix           | Total des voix           | 1 549 092 | 1 549 092 | 100,00 | 100,00        | 175 291 | 175 291 | 100,00 | 100,00        | 1 010 480 | 1 010 480 | 100,00 | 100,00        | 289 547 | 289 547 | 100,00 | 100,00        |
| Valides                  | Valides                  | 76 449    | 76 449    | 93,12  | 93,12         | 26 461  | 26 461  | 93,71  | 93,71         | 52 811    | 52 811    | 93,89  | 93,89         | 34 492  | 34 492  | 93,34  | 93,34         |
| Blancs et nuls           | Blancs et nuls           | 5 648     | 5 648     | 6,88   | 6,88          | 1 776   | 1 776   | 6,29   | 6,29          | 3 435     | 3 435     | 6,11   | 6,11          | 2 463   | 2 463   | 6,67   | 6,67          |
| Votants                  | Votants                  | 82 097    | 82 097    | 100,00 | 100,00        | 28 237  | 28 237  | 100,00 | 100,00        | 56 246    | 56 246    | 100,00 | 100,00        | 36 955  | 36 955  | 100,00 | 100,00        |
| Abstentions              | Abstentions              | 7 831     | 7 831     | 8,71   | 8,71          | 2 577   | 2 577   | 8,36   | 8,36          | 7 145     | 7 145     | 11,27  | 11,27         | 2 788   | 2 788   | 7,02   | 7,02          |
| Inscrits / Participation | Inscrits / Participation | 89 928    | 89 928    | 91,29  | 91,29         | 30 814  | 30 814  | 91,64  | 91,64         | 63 391    | 63 391    | 88,73  | 88,73         | 39 743  | 39 743  | 92,99  | 92,99         |
|                          |                          |           |           |        |               |         |         |        |               |           |           |        |               |         |         |        |               |
| Partis                   | Partis                   | Voix      | %         | Sièges | +/−           | Voix    | %       | Sièges | +/−           | Voix      | %         | Sièges | +/−           | Voix    | %       | Sièges | +/−           |
|                          | CSV                      | 551 771   | 35,62     | 9      | en stagnation | 72 640  | 41,44   | 4      | 1             | 390 087   | 38,60     | 9      | 1             | 114 658 | 39,60   | 4      | en stagnation |
|                          | LSAP                     | 436 233   | 28,16     | 7      | 1             | 28 602  | 16,32   | 1      | en stagnation | 180 110   | 17,82     | 4      | en stagnation | 50 408  | 17,41   | 1      | en stagnation |
|                          | DP                       | 156 646   | 10,11     | 2      | en stagnation | 26 992  | 15,40   | 1      | en stagnation | 196 556   | 19,45     | 4      | 1             | 52 653  | 18,19   | 2      | en stagnation |
|                          | Gréng                    | 158 046   | 10,20     | 2      | en stagnation | 24 766  | 14,13   | 1      | en stagnation | 133 490   | 13,21     | 3      | en stagnation | 31 213  | 10,78   | 1      | en stagnation |
|                          | ADR                      | 122 597   | 7,91      | 2      | en stagnation | 16 661  | 9,51    | 0      | 1             | 63 791    | 6,31      | 1      | en stagnation | 29 710  | 10,26   | 1      | en stagnation |
|                          | Lénk                     | 63 965    | 4,13      | 1      | 1             | 3 922   | 2,24    | 0      | en stagnation | 35 408    | 3,50      | 0      | en stagnation | 5 785   | 2,00    | 0      | en stagnation |
|                          | KPL                      | 33 553    | 2,17      | 0      | en stagnation | 1 708   | 0,97    | 0      | Nv            | 11 038    | 1,09      | 0      | en stagnation | 2 834   | 0,98    | 0      | Nv            |
|                          | Biergerlëscht            | 26 281    | 1,70      | 0      | Nv            |         |         |        |               |           |           |        |               | 2 286   | 0,79    | 0      | Nv            |

### Composition de la Chambre des députés
| Sud | Est | Centre | Nord |
| --- | --- | --- | --- |
| 1. Nancy Kemp-Arendt 2. Jean Asselborn (LSAP) 3. Mars Di Bartolomeo (LSAP) 4. Eugène Berger (DP) 5. François Biltgen (CSV) 6. Alex Bodry (LSAP) 7. Félix Braz (Gréng) 8. Claudia Dall'Agnol (LSAP) 9. Christine Doerner (CSV) 10. Félix Eischen (CSV) 11. Lydie Err (LSAP) 12. Gast Gibéryen (ADR) 13. Jean-Marie Halsdorf (CSV) 14. André Hoffmann (Lénk) 15. Muck Huss (Gréng) 16. Jean-Claude Juncker (CSV) 17. Fernand Kartheiser (ADR) 18. Lucien Lux (LSAP) 19. Claude Meisch (DP) 20. Lydia Mutsch (LSAP) 21. Gilles Roth (CSV) 22. Marc Spautz (CSV) 23. Michel Wolter (CSV) | 1. Fernand Boden (CSV) 2. Marie-Josée Frank (CSV) 3. Françoise Hetto-Gaasch (CSV) 4. Henri Kox (Gréng) 5. Octavie Modert (CSV) 6. Nicolas Schmit (LSAP) 7. Carlo Wagner (DP) | 1. Claude Adam (Gréng) 2. François Bausch (Gréng) 3. Xavier Bettel (DP) 4. Anne Brasseur (DP) 5. Ben Fayot (LSAP) 6. Luc Frieden (CSV) 7. Paul Helminger (DP) 8. Jacques-Yves Henckes (ADR) 9. Jean-Pierre Klein (LSAP) 10. Jeannot Krecké (LSAP) 11. Viviane Loschetter (Gréng) 12. Mill Majerus (CSV) 13. Martine Stein-Mergen (CSV) 14. Paul-Henri Meyers (CSV) 15. Laurent Mosar (CSV) 16. Marcel Oberweis (CSV) 17. Lydie Polfer (DP) 18. Jean-Louis Schiltz (CSV) 19. Mady Delvaux-Stehres (LSAP) 20. Lucien Thiel (CSV) 21. Claude Wiseler (CSV) | 1. André Bauler (DP) 2. Jean Colombera (ADR) 3. Fernand Etgen (DP) 4. Camille Gira (Gréng) 5. Marie-Josée Jacobs (CSV) 6. Ali Kaes (CSV) 7. Marco Schank (CSV) 8. Romain Schneider (LSAP) 9. Lucien Weiler (CSV) |